# نيكو ريختر
نيكو ريختر (بالهولندية: Nico Richter)‏ هو ملحن هولندي، ولد في 2 ديسمبر 1915 في أمستردام في هولندا، وتوفي بنفس المكان في 16 أغسطس 1945.

## وصلات خارجية
- نيكو ريختر على موقع ميوزك برينز (الإنجليزية)